# Péninsule de Taïmyr
Pour les articles homonymes, voir Taïmyr.
La péninsule de Taïmyr (en russe : Таймы́рский полуо́стров, Taïmyrski polouostrov) est la plus grande péninsule de Russie (400 000 km²), située au nord de la Sibérie centrale qui forme la partie la plus septentrionale du continent asiatique. Elle est délimitée à l'ouest par le golfe de l'Ienisseï (mer de Kara) et à l'est par le golfe de Khatanga (mer des Laptev). Administrativement, elle dépend du kraï de Krasnoïarsk.
Le point le plus au nord de l'Asie continentale, le cap Tcheliouskine, est situé sur la péninsule, face à la mer de Kara.

## Géographie
Outre le lac Taïmyr, la péninsule possède d'autres lacs de moindre importance, tel que le lac Labaz, le lac Portniaguino, le lac Koungasalakh, le lac Arylakakh, le lac Kokora, le lac Baïkouratourkou, le lac Baldatourkou et le lac Khargy.

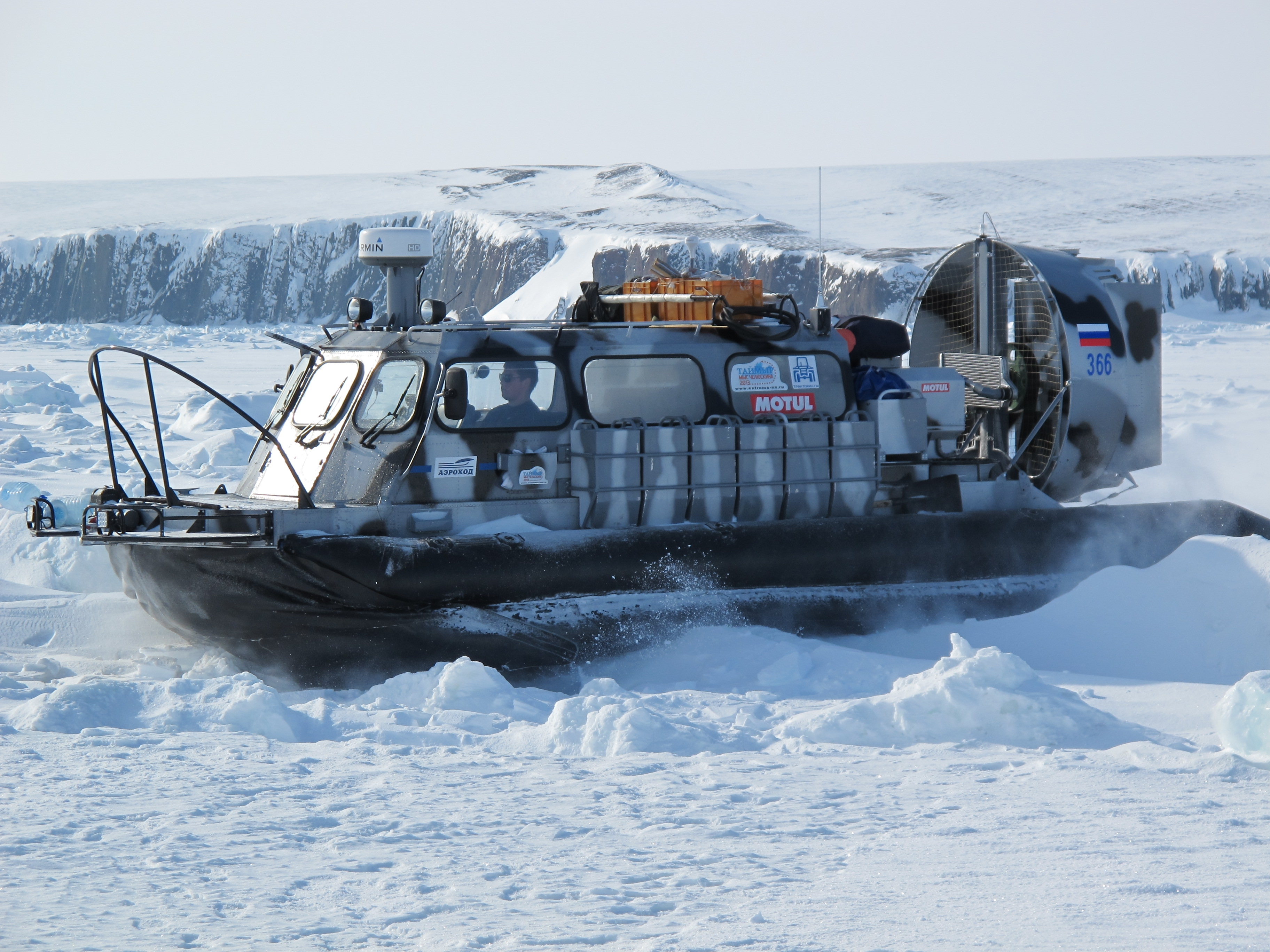
Expédition sur la péninsule de Taïmyr à bord de deux aéroglisseurs Hivus (10 avril 2013).

## Population
Il n'y a pas de ville sur la péninsule. La péninsule est principalement habitée par les Nganassanes et les Dolganes, ainsi que par des Russes. Le peuple Nenets, également connu sous le nom de Samoyèdes, est un peuple indigène du nord de la Russie arctique, et certains vivent dans la péninsule de Taïmyr.
Le peuple Nganassane est un peuple indigène Samoyède habitant le centre de la Sibérie, y compris la péninsule.

## Économie
La compagnie minière russe MMC Norilsk Nickel mène des opérations dans la région d'extraction de nickel et de fusion dans des usines proche de la ville de Norilsk, près de la péninsule. Le nickel est ensuite transporté par voie ferrée vers le port de Doudinka sur le fleuve Ienisseï, puis par bateau vers Mourmansk et d'autres ports.

## Faune et flore

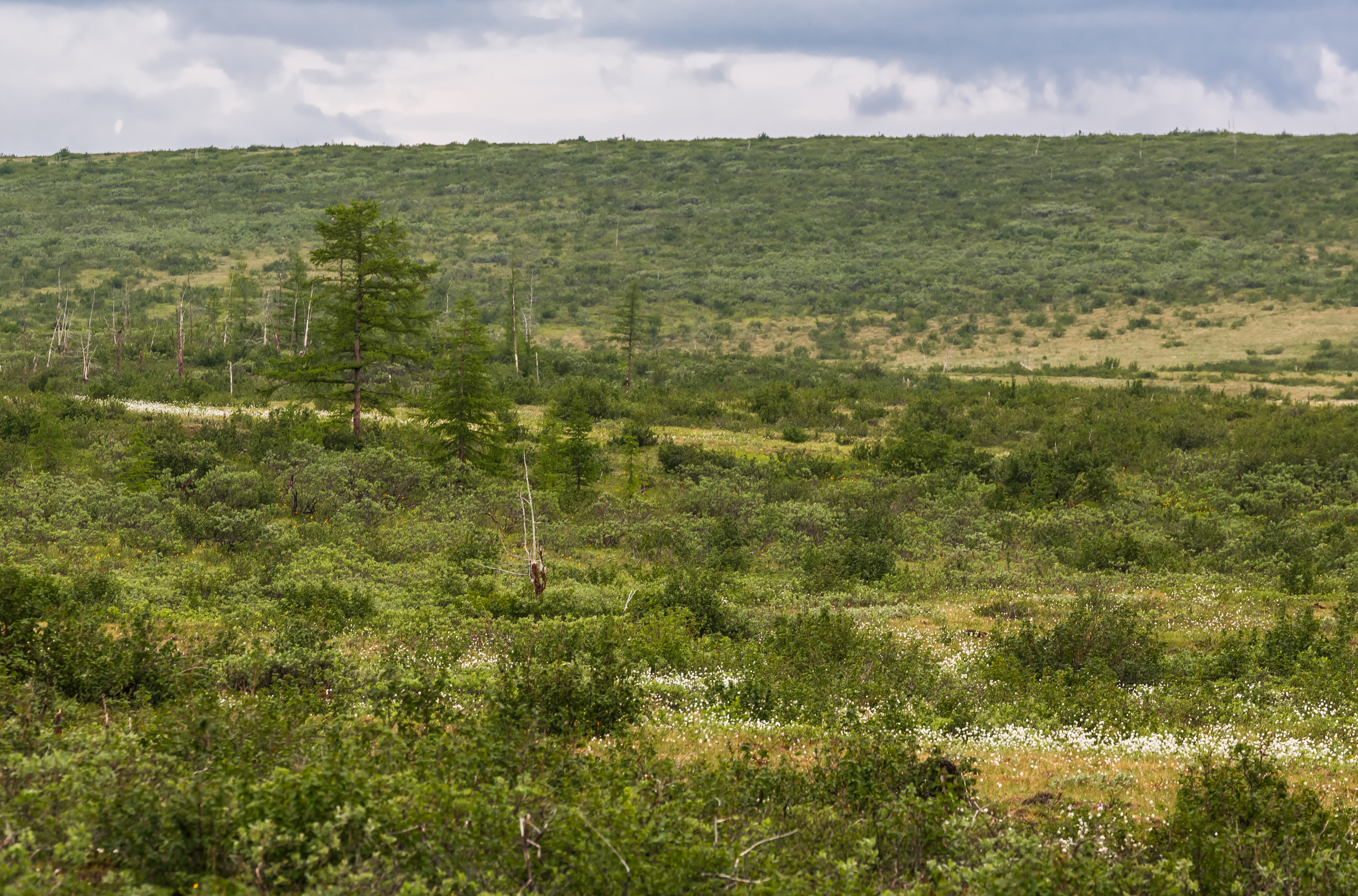
Paysage de toundra forestière dans la péninsule de Taïmyr.

Au nord de la Sibérie, faune et flore ont deux mois par an pour assurer leur reproduction. Chaque été, le soleil de minuit rassemble des multitudes d'espèces.
La faune de Taïmyr est représentée par diverses espèces de mammifères (hermine, carcajou, zibeline, renard arctique, ours polaire sur le littoral, etc.), d’oiseaux (oies, canards, huards, cormorans, perdrix, chouettes polaires, faucons, etc.) et de poissons (corégone, esturgeon, omble, taimen, etc.). Les rennes migrent et côtoient des milliers d'ours blancs et de phoques. La péninsule est le site des derniers bœufs musqués connus à l'état sauvage à l'extérieur de l'Amérique du Nord. Ils ont été réintroduits avec succès en 1975. La population est passée à 2 500 animaux en 2002, à 6 500 en 2010. À leur tour, les oiseaux d'Europe, d'Afrique et d'Asie viennent former au Taïmyr la plus grande poussinière sauvage du monde.
Dans les mers baignant la péninsule de Taïmyr, il y a des phoques, des morses et des bélugas.
La forêt de Loukounski, une des plus septentrionales au monde, se trouve au nord de la péninsule de Taïmyr.